# EN220

## Pocinho - Freixo de Espada à Cinta
A N220 é uma estrada nacional do Interior Norte e de Trás-os-Montes e Alto Douro que integra a rede de estradas de Portugal e estabelece a ligação entre o Pocinho (IP2) e a Estação Ferroviária de Freixo de Espada à Cinta (EN221).
Tem como passagem os concelhos de Freixo de Espada à Cinta, Torre de Moncorvo e Vila Nova de Foz Côa.

## Troços Incluídos no Plano Rodoviário Nacional
- Pocinho-Estação Ferroviária de Freixo de Espada à Cinta

## Percurso
| Localidade Intermédia          | Município                |
| ------------------------------ | ------------------------ |
| Estação de Freixo              | Freixo de Espada à Cinta |
| Quinta da Estrada (Carviçais)  | Torre de Moncorvo        |
| Carviçais                      | Torre de Moncorvo        |
| Bairro Ferrominas (Felgar)     | Torre de Moncorvo        |
| Carvalhal (Felgar)             | Torre de Moncorvo        |
| Zona Industrial do Larinho     | Torre de Moncorvo        |
| Torre de Moncorvo              | Torre de Moncorvo        |
| Pocinho (Vila Nova de Foz Côa) | Vila Nova de Foz Côa     |